# Hondheimsches Palais

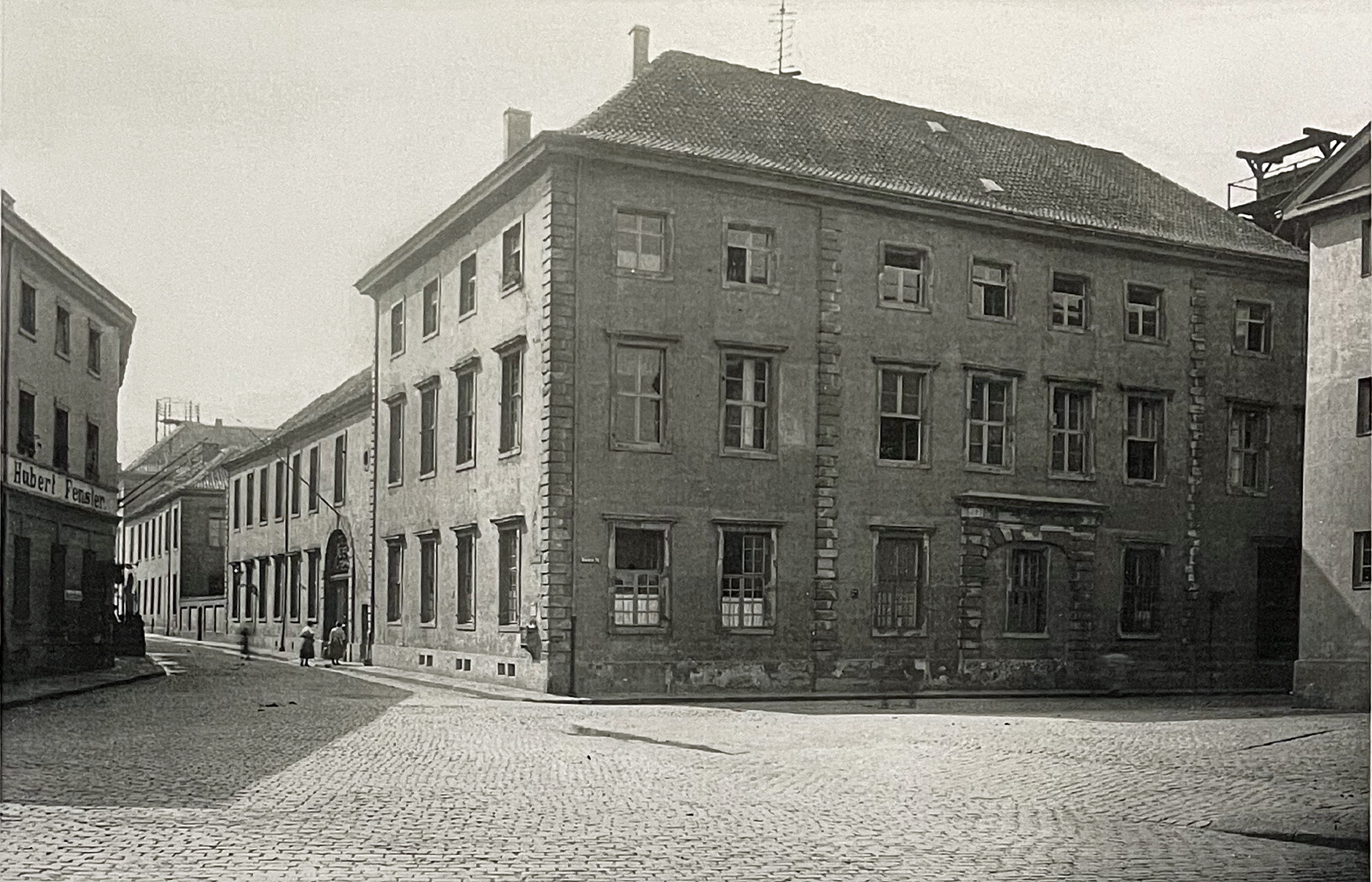
Palais Hondheim, Julius Söhn um 1890

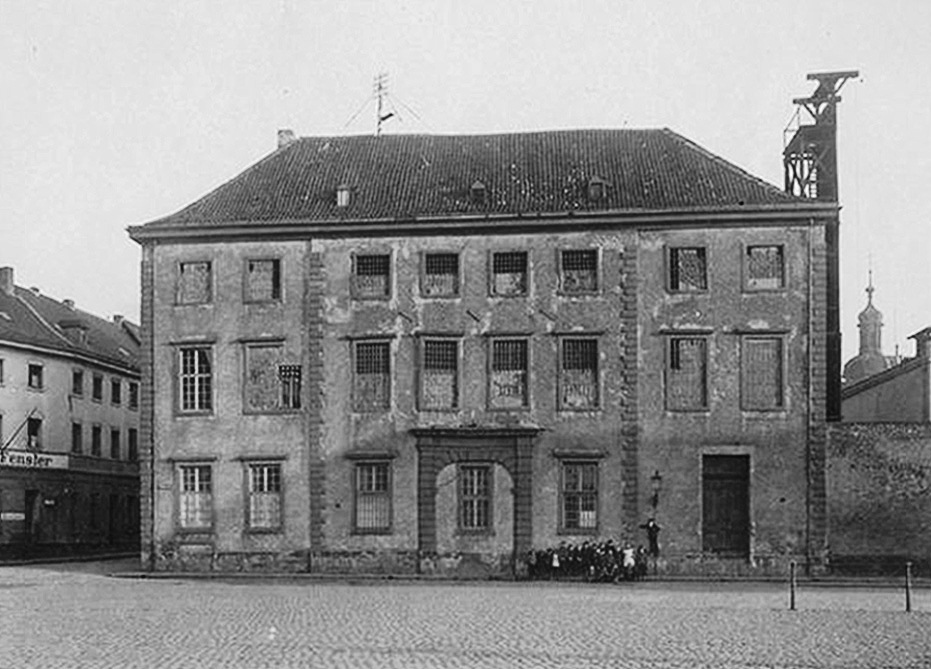
Düsseldorf, Akademie- und Dammstraße, Palais Hundheim

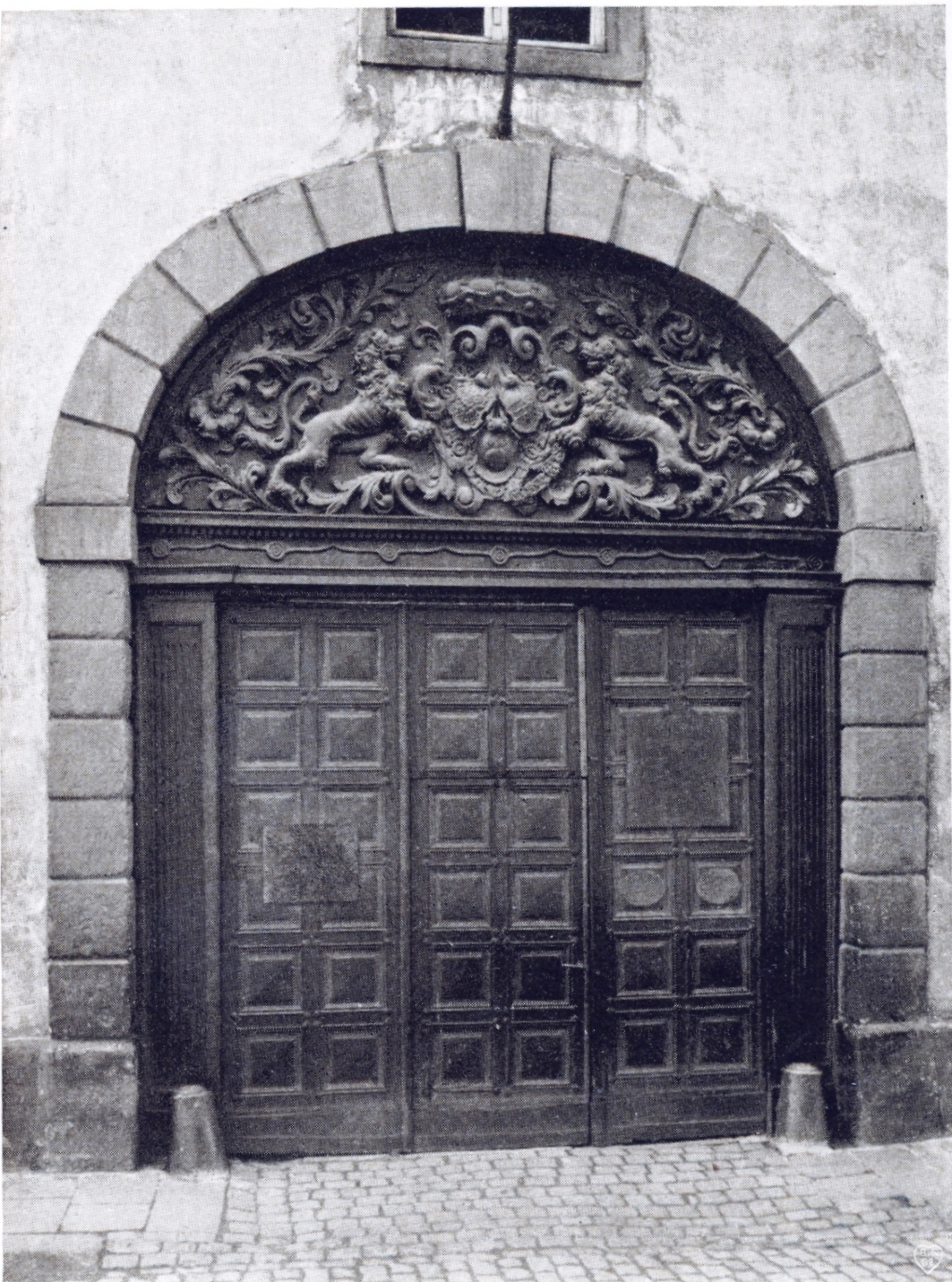
Akademiestraße 1, Portal der Akademie

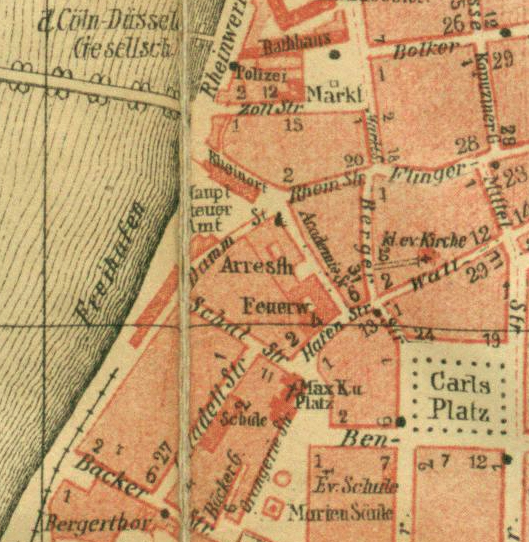
Arresthaus und Feuerwehr im Gebäudekomplex an der Akademiestraße, vor 1880

Das Hondheimsche Palais war ein historischer Gebäudekomplex an der Ecke Akademiestraße und der heute nicht mehr vorhandenen Dammstraße in Düsseldorf, das im Zweiten Weltkrieg zerstört wurde.

## Geschichte
Der Doppelbau wurde zwischen 1709 und 1713 von Matteo Alberti auf Veranlassung von Kurfürst Johann Wilhelm für das Generalkriegskommissariat gebaut. Das Gebäude lag damals zwischen Rheintor und Hafenstraße an der Kommissariatstraße (vormals „achter der Mauer am Bergerthor [hinter der Mauer vom Berger Tor]“) und bestand aus zwei Flügeln. An der Rückseite lag der alte Berger Hafen. Neben dem Kommissariat, das auch der Pate für den Namen Kommissariatsstraße war, wurden auch kurpfälzische Zentralbehörden sowie die Geheime Kammerkanzlei in diesen Gebäuden untergebracht. Nach der Verlegung der Behörden erwarb deren Leiter, Freiherr Lothar Friedrich von Hondheim (auch Hontheim oder Huntheim geschrieben), das Anwesen. Nachdem von Hondheim das Gebäude aus Kostengründen wieder an die damaligen Obrigkeit abgetreten hatte, diente es später unterschiedlichster Nutzung, zum Beispiel war zeitweise auch ein Ballsaal vorhanden.  
1752 wurde im Westflügel das „Königliche Arrest- und  Corrections-Haus“ eingerichtet. 1782 überließ Kurfürst Carl Theodor einen Teil, den linken Teil des Doppelgebäudes, Lambert Krahe für die Kurfürstliche Akademie der Schönen Künste zu Düsseldorf, mit dortigem Standort bis 1806, so wie einer Kupferdruckerei in der Hafenstraße 4. Einer der bekannteren Inspektoren der Kurfürstlichen Gemäldegalerie war nach Krahe Aloys Cornelius, der Vater des Malers Peter Cornelius, der im Palais auch zeitweise wohnte. Von Cornelius ist überliefert, dass er bei einer Arbeit an einem Gemälde durch „furchtbaren Lärm“ in einer angrenzenden Elementarklasse gestört wurde. Bei dem darauf folgenden Ordnungsaufruf packte er den ersten erreichbaren Schüler und zerbrach auf dessen Rücken seinen Malstock. Der ergriffene junge Schüler war Heinrich Heine.
Der Straßenname wurde im Hinblick auf die neue Nutzung in der Mitte der zweiten Hälfte des 18. Jahrhunderts in Akademiestraße geändert. 1810 wurde die Akademie ausgelagert und es folgte das Innenministerium des Großherzogtums Berg. Nach Ende der Franzosenzeit folgten wieder Justizbehörden mit Friedens- und Strafgericht und Gefängnis, in welches im November 1848 Ferdinand Lassalle, nach Festnahme, gebracht wurde. Von 1841 bis 1867 war Friedrich Eduard Gerst der Gefängnispfarrer. Dieser wurde im Volksmund nur kurz Pastor Jääsch genannt. Am ehemaligen Zugang mit Mauerresten an der Schulstraße 2a vor dem Filmmuseum erinnert eine Plakette an ihn. Zu seinem Gedenken wurde nach dem Umbau des Bereiches um den neuangelegten Berger Hafen, der Zugang zwischen Hetjens-Museum und Gebäude der Stadtverwaltung, Pastor-Jääsch-Weg genannt. Bei der Zuschüttung des Berger Hafens (alter Sicherheitshafen), der sich im Bereich der Hafenstraße – zwischen Altstadt und Zitadelle – erstreckte, wurde dieser mit einem Damm vom Rhein abgetrennt, auf welchem 1831 die nicht mehr vorhandene Dammstraße angelegt wurde. Diese verband die Akademiestraße mit der Schulstraße.
Mit der Polizei-Verordnung betreffend der Bezeichnung der Straßen und der Nummerierung der Häuser in Düsseldorf vom 20. Juli 1858 (Hausnummernkonkordanz) erhielt die südliche Seite der Akademiestraße die Nr. 1 (vormals 1219) für das Arresthaus, Nr. 3 (vormals Nr. 1219) für das Friedensgericht und Nr. 5 (vormals Nr. 1211, Ostflügel) für das Landgericht. In der Nr. 5 an der Ecke zur Hafenstraße wurde von 1874 bis 1879 das Historische Museum untergebracht. 1872 hatte die erste Berufsfeuerwehr von Düsseldorf im Ostflügel ihr Domizil. Als Anfang des 20. Jahrhunderts die Justiz mit dem Gefängnis auszog, wurden im Westflügel wieder Verwaltungsbüros eingerichtet. 
Bei einem Luftangriff in der Nacht vom 23. zum 24. April 1944 wurde das Palais zerstört. Nach dem Krieg wurde ein neuer Gebäudekomplex an der aktuellen Ecke Akademie- und Hafenstraße errichtet. Verschiedene Behörden, wie zuerst Stadtsteueramt und danach das Städtische Institut für Datenverarbeitung und Kommunikationsbehörden, hatten und haben hier ihren Sitz.

## Beschreibung
Paul Sültenfuss beschreibt die von Adolph von Vagedes gestalteten Innenräume im Stil des Empire:

„Auch in seinen [Vagedes] innenarchitektonischen Schöpfungen zeigt sich die gleiche Note. Er hatte für die bergische Regierung einige Räume des Hondheimschen Palais wieder in Stand zu setzen. Wie anders die dort von ihm geschaffene Saalarchitektur gegenüber dem zahmeren Klassizismus im runden Gartensaal und dem Vestibül zu Benrath. Plastisch gezeichnet und modellierte komposite Kapitäle und das Profil der reichen Gebälke mit ihrem Sima, Geison, Eierstab und Zahnschnitt, Fries, Architrav uw. […] Zierliche Empiredekorationen von delikatem Reiz.“

Auch Josef Kleesattel hat den Saal gesehen und beschreibt diesen im Stadium des Zerfalls:

„Die gleiche Empfindung hat man beim Anblick des Saales der damaligen alten Akademie, einst der Palast des Freiherrn von Hondheim. Es ist ein prachtvoller Saal aus der Empirezeit, eine vortreffliche Leistung der Stuckarbeit. Die Wände sind durch Pilaster und Säulen mit reichen Kapitellen gegliedert; über den Türen ist der französische Adler im Lorbeerkranz kunstvoll gearbeitet. Die Gesimse, die Voute der Decke, die Decke selbst sind überreich ornamentiert und mit großer Feinheit modelliert. Leider wird dieser Saal zum Schlafsaal der städtschen Feuerwehrleute benutzt, ein deutliches Zeichen der Gleichgültigkeit alten Kunstwerken gegenüber. Schon sind die Wände des Saales stark verdorben, eine Hälfte der schönen Stuckdecke ist vor einigen Jahren herabgefallen. Wäre es nicht auch hier an der Zeit, dass möglichst bald die schützende Hand käme, die verständnis- und pietätsvoll den kunstreich ausgestatteten Saal vor weiteren Untergang bewahrte.“

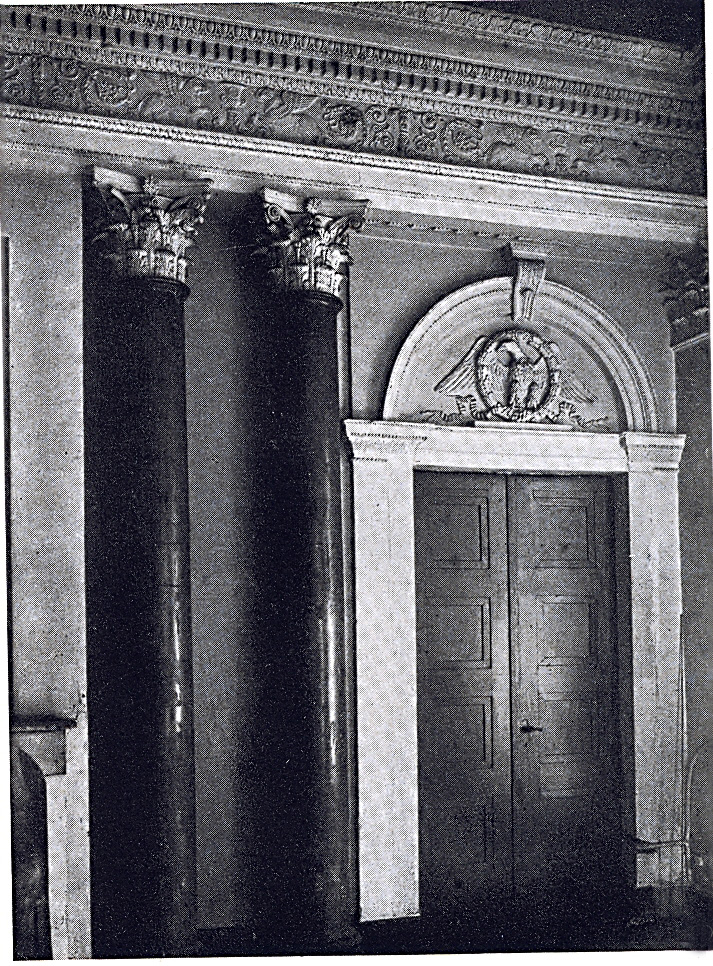
Palais Hundheim, Saal
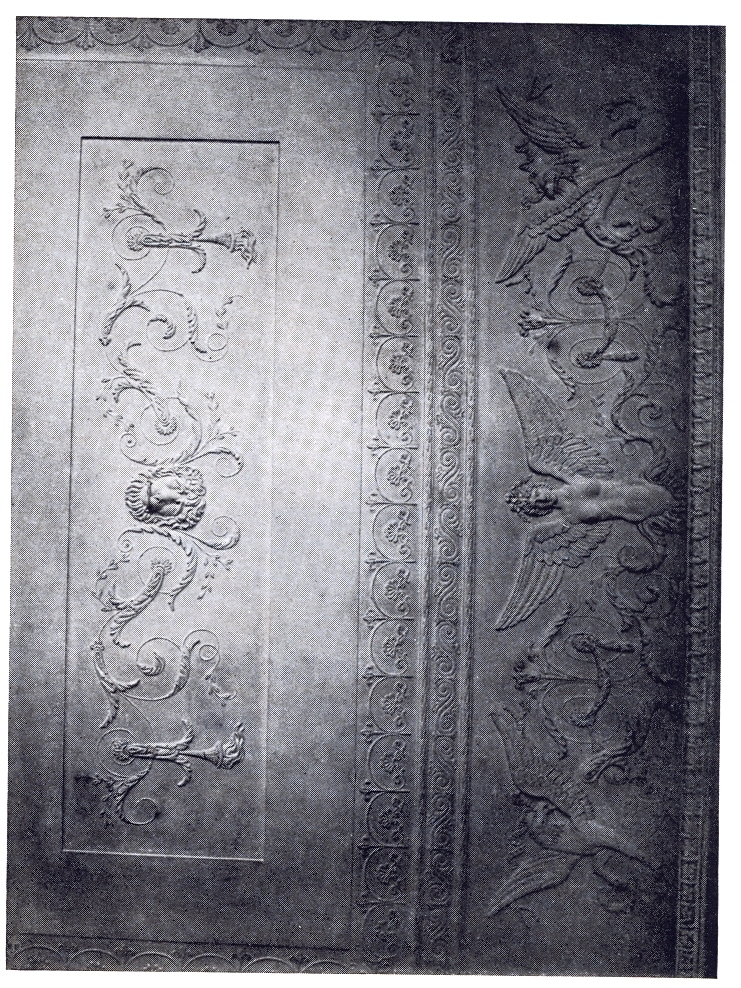
Palais Hundheim, Detail
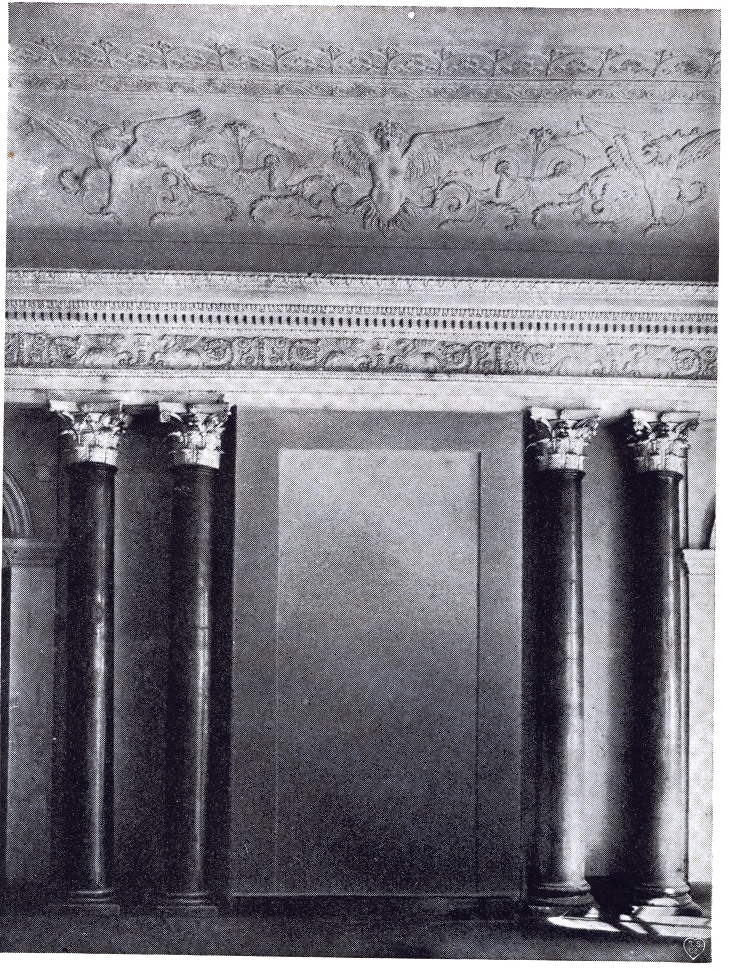
Palais Hundheim, Detail
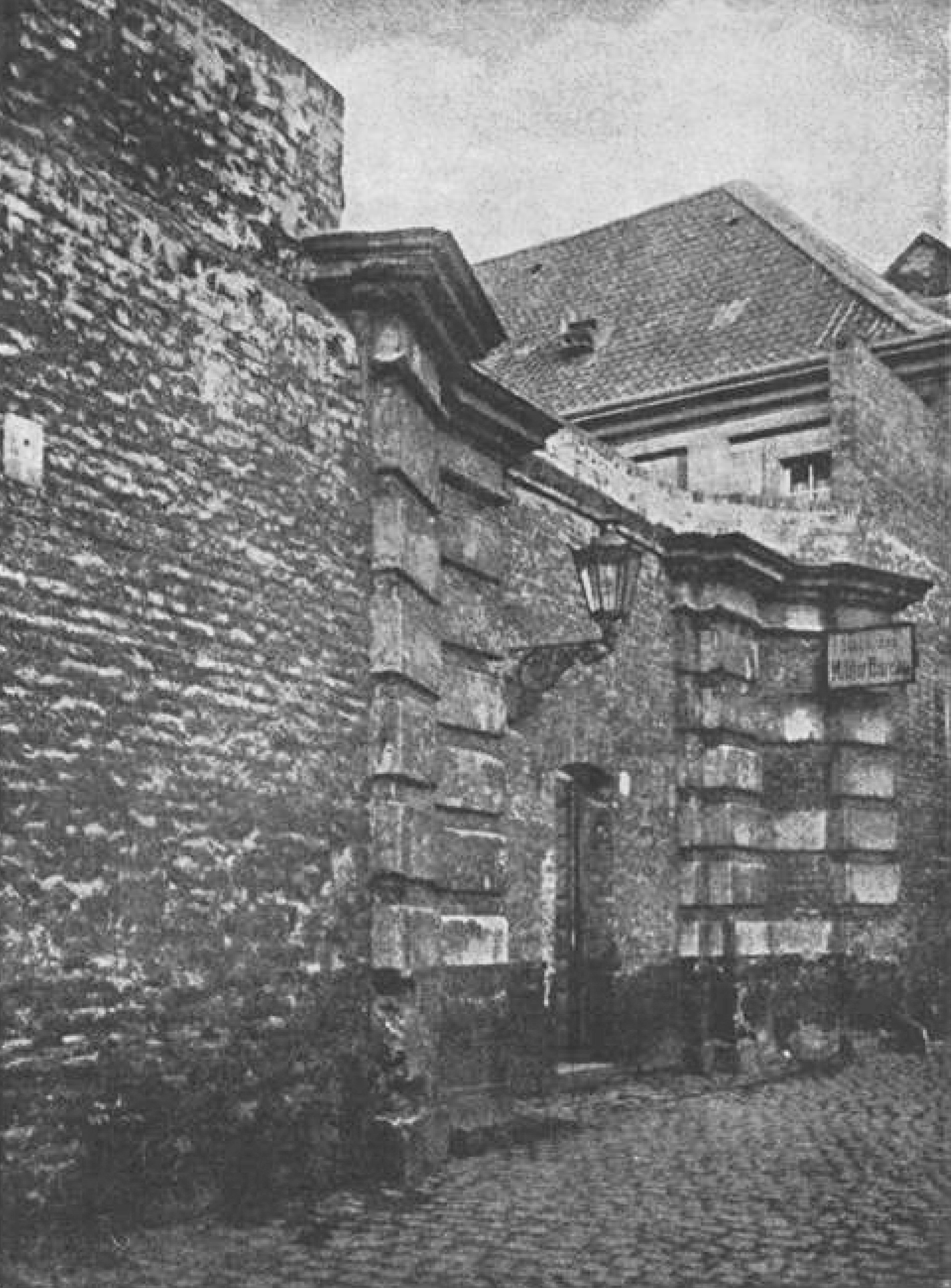
Altes Tor in der Schulstraße 2a, ehemaliger Zugang zur alten Akademie, Schild „Städtisches Militärbüro“, um 1900
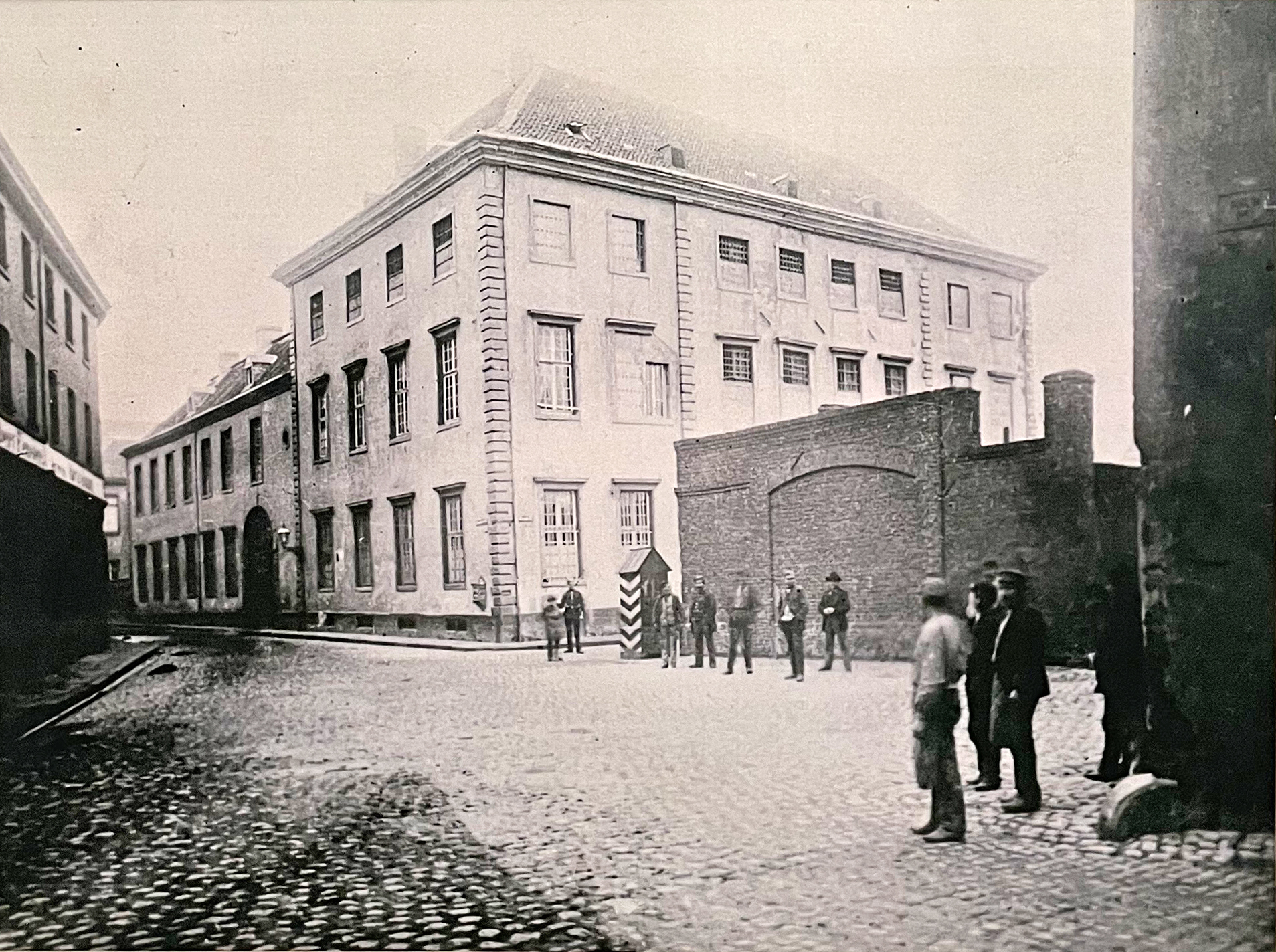
Palais Hondheim, Julius Söhn um 1910